# Mierda
El término mierda (del latín merda) se usa como una expresión generalmente malsonante y polisémica, principalmente en el lenguaje coloquial. En sentido estricto es el resultado del proceso digestivo, y se refiere a los desechos fecales de un organismo vivo, expulsados del cuerpo por el ano. 
En términos más vulgares o connotativos, «mierda» es un insulto hacia alguien o algo, y en algunas ocasiones, una expresión para demostrar descontento o decepción.

## Usos coloquiales
Como interjección expresa enfado o contrariedad. Algunos acostumbran a sustituir la palabra por un eufemismo, que es la interjección miércoles. Como sustantivo puede significar ‘malo’ («este disco es una mierda») o ‘nada’ («me importa una mierda»), puede describir a una persona en situación comprometida o embarazosa («está de mierda hasta el cuello»), o con un sentido despectivo para referirse a cosas o ideas («deja de decir esas mierdas») o como un descalificativo («con ese mierda no tengo ni para empezar»). También puede mostrar desprecio ante alguien o expresar deseo de tener a esa persona lejos con la expresión «mandar a la mierda». También se utiliza cuando otro está cometiendo un acto no aprobado por uno («¿Qué mierda haces?»). 
«Comer mierda» describe una situación difícil, donde la persona debe pasar por muchos obstáculos o es una persona a la que se le ha asignado una tarea o responsabilidad de forma poco ecuánime; de ahí la utilización de la frase: «Me tocó a mí comerme la mierda». En algunos países, 
«come mierda» es una persona despreciable, arrogante, con aire de superioridad, que goza de hacer sufrir a otros, o que es egoísta («Estos políticos son unos come mierda»). Se dice que una persona que «habla mierda» es aquella que miente, habla mal de otras personas o dice cosas superfluas; o también puede significar que está teniendo una conversación sin ningún tipo de fin («¿Qué estás haciendo? Acá, hablando mierda»). Que algo «huela a mierda» indica que una situación es sospechosa, turbia o poco clara. También se puede decir en una situación de reproche «me cago en mis mierdas».

### ¡Mierda, mierda!
En muchos países, los actores, músicos y artistas del espectáculo se desean suerte antes de subir al escenario diciendo: «¡mucha mierda!» o «¡mierda, mierda!». Probablemente provenga de la costumbre en Francia de pronunciar merde como señal de éxito.[cita requerida] Esto forma parte de una superstición que considera que desear buena suerte generaría justo lo contrario, mala suerte. El origen de esa costumbre no está claro. Hay quienes explican que esto se debe a que antiguamente, en París, solo podían permitirse ir al teatro las personas de la clase pudiente, que acudían al mismo en coche de caballos. Entonces, si en la puerta del teatro había gran cantidad de «mierda», significaba que el teatro estaría lleno, o lo que puede suponer mucho éxito. Otros afirman que el origen de decir «mierda» o «mucha mierda» es que, durante la Edad Media, los artistas iban con sus carromatos por los pueblos. Cuando llegaban a uno, si había mucho estiércol a la entrada, calculando la extensión del mismo, eso quería decir que en aquel momento había un mercado, feria u otro acto y por eso entraban, hacían su espectáculo y se iban. Cuando se encontraban con otros artistas, se deseaban mucha mierda.[cita requerida]